# Distrito de Neusiedl am See
Bezirk Neusiedl am See es un distrito administrativo en el estado federal de Burgenland, Austria.
El área del distrito es 1038.7 km², con una población de 51.730 (2001) y una densidad demográfica 49,8 hab./km². El centro administrativo del distrito es Neusiedl am See.

## Geografía
El Distrito de Neusiedl am See es el distrito más oriental de Austria, en la frontera con Hungría y Eslovaquia, y el distrito más septentrional de Burgenland. Comprende una gran parte del Lago Neusiedl y la parte austríaca del parque nacional Lago Neusiedl-Seewinkel. El río Leitha, un afluente del Danubio, atraviesa el distrito y compone pate de su límite norte. 
El distrito tiene una distancia norte-sur de aproximadamente 50 km. Alcanza desde la frontera eslovaca en el norte hasta el Seewinkel en el sur. De este a oeste se extiende unos 33 km, desde las montañas Leitha sobre la llanura de Parndorf hasta la frontera húngara.

## Divisiones administrativas
El distrito consiste en los siguientes veintisiete municipios:
- Andau
- Apetlon
- Bruckneudorf
- Deutsch Jahrndorf
- Edelstal
- Frauenkirchen
- Gattendorf
- Gols
- Halbturn
- Illmitz
- Jois
- Kittsee
- Mönchhof
- Neudorf bei Parndorf
- Neusiedl am See
- Nickelsdorf
- Pama
- Pamhagen
- Parndorf
- Podersdorf am See
- Potzneusiedl
- Sankt Andrä am Zicksee
- Tadten
- Wallern im Burgenland
- Weiden am See
- Winden am See
- Zurndorf